# Jewgienij Judin
Jewgienij Judin (ros. Евгений Юдин) – radziecki bokser, brązowy medalista Mistrzostw Świata 1974 w Hawanie, dwukrotny wicemistrz ZSRR w roku 1973 i 1976.

## Mistrzostwa świata 1974
Na mistrzostwach świata w Hawanie rywalizował w kategorii papierowej. W walce eliminacyjnej pokonał przez nokaut w pierwszej rundzie Nigeryjczyka Davidsona Andeha, awansując do ćwierćfinału. W ćwierćfinale pokonał na punkty Wenezuelczyka Ismaela Garcíę, co zapewniło Judinowi miejsce na podium w swojej kategorii wagowej. W półfinale przegrał na punkty z Kenijczykiem Stephenem Muchoki, zdobywając ostatecznie brązowy medal.